# 塩味

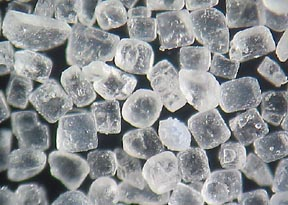
食塩（顕微鏡写真）

塩味（えんみ、しおみ、しおあじ）は味覚の一つ。鹹味（かんみ）ともいう。

## 味物質
塩味の代表的な味物質は塩化ナトリウムで、塩化ナトリウムが主成分の調味料が食塩である。ヒトは塩味をナトリウムイオンによって感じ、陰イオンが塩化物イオンのとき、つまり食塩の時に一番強く感じる。塩味の味覚受容機構は、大まかにナトリウムイオンが味細胞内に直接流入し、脱分極させることである。しかしながら、この機構にはまだ不明な点が存在している。味覚テストによると塩味と他の味覚物質は独立ではなく、混合によって塩味が弱められたり、他の味を強めたりする:4。
塩化カリウムも塩味がする物質だが、その味は「後味が悪い」と表現される:6。減塩調味料（ナトリウムを減しつつ塩味はさせる）として食塩に塩化カリウムを加えた製品では、塩化カリウムの味の悪さが問題となる。その改善策として、香料の添加、各種アミノ酸やペプチドの添加、などの手法が開発されている。
他にも塩化アンモニウムや酢酸ナトリウムが食品で使用されている。

## 塩味表現
塩味が強いことを「塩辛い」（しおからい）と表現する。古くは「鹹し」（しほはゆし、しわはゆし）と表現した。
現代方言では、関西などで「辛い」（からい）、東日本では「鹹し」から転じて「しょっぱい」と言う。地方によっては「塩っ辛い」（しょっからい）ともいう。
なお、「辛い」は塩味のほかに唐辛子等の香辛料味という意味もある:[一](1)。

## 歴史
- 塩を料理に降りかけるのは、人類が発明した最初の味付け方法だと言われている[要出典]。
- 1961年 - 亀田製菓が塩味の米菓、サラダホープを発売。サラダ油を吹きつけて塩分を固定する手法を用いたことから、塩味をサラダ味と呼ぶ契機となった[9]。